# Микадо (игра)

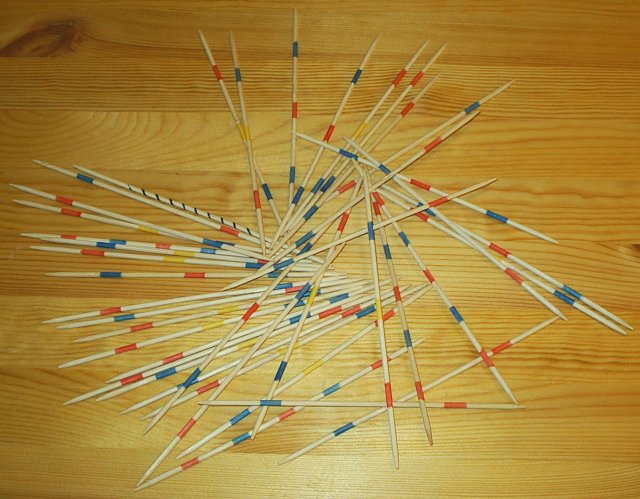

Микадо — настольная игра японского происхождения на развитие мелкой моторики, аналог восточнославянских бирюлек. Состоит из набора бамбуковых палочек (классический вариант) или проволочек, покрашенных особым способом. Каждая палочка имеет свою стоимость (две самые дорогие — мандарин и микадо).
Проволочный вариант игры был популярен среди школьников СССР. При отсутствии игры на прилавках магазинов школьники сами изготавливали наборы проволочек из отрезков алюминиевой проволоки, концы которой изгибались разнообразными способами, что добавляло сложности игре (уголки, кольца, петли; в одной плоскости или в разных; с одного конца или с обоих). Цель игры в «проволочки» — разобрать всю кучу, подсчитав итоговые баллы каждого участника. Участвовать могли несколько человек. Извлекаемые из кучи элементы можно было использовать как инструмент для вытаскивания.
В 1936 году игра была привезена из Венгрии (где называлась Marokko).

## Игровой процесс
Играют от 2 до 8 человек.
Перед игрой один из игроков (он определяется по жребию или с помощью игральных костей) зажимает пучок палочек в кулак, ставит их на стол (лучше, чтобы он был со скользкой поверхностью) и резко разжимает кулак, чтобы палочки хаотично рассыпались.
Игрок, ходящий первым, определяется по жребию, либо первым ходит рассыпающий палочки в начале игры. 
На каждом ходу игрок выбирает в куче и пытается вытащить одну палочку, не задев и не потревожив остальные. Взявшись за некоторую палочку, игрок уже не может изменить свой выбор и взяться за другую. Успешно вытащенную палочку игрок берёт себе и может сделать следующий ход. Если же он задел и пошевелил хотя бы одну другую палочку в куче, то его попытка прекращается и ход переходит к следующему игроку. Если игрок вытащил палочку микадо, то он может использовать её в качестве рычага или вспомогательного инструмента при вытягивании других палочек.
Когда куча закончится, суммируются очки по всем палочкам, которые собрали игроки. Побеждает игрок, получивший наибольшее число очков.
После начинается следующий раунд, а результаты этой игры записываются.

## Разновидности игры
Существуют различные варианты игры. Все они различаются только системой подсчёта очков и окраской палочек.

### Вариант 1
Для игры используется 41 палочка с кольцами разных цветов (в зависимости от стоимости палочек). Ниже приведена таблица с количеством, видом и стоимостью палочек разных видов в игре:
| Название            | Вид палочек                          | Очки за одну палочку | Кол-во палочек вида |
| ------------------- | ------------------------------------ | -------------------- | ------------------- |
| Микадо (император)  | спираль (обычно синего цвета)        | 20 очков             | 1                   |
| Мандарин (чиновник) | 2 синих и 1 красное кольцо           | 10 очков             | 5                   |
| Бон-цен (священник) | 2 синих и 3 красных кольца           | 5 очков              | 5                   |
| Самурай (воин)      | 1 синее, 1 жёлтое и 1 красное кольцо | 3 очка               | 15                  |
| Кули (рабочий)      | 1 синее и 1 красное кольцо           | 2 очка               | 15                  |

### Вариант 2
Для этой разновидности микадо палочки иногда изготавливаются из разных пород дерева.
| Название            | Порода дерева | Вид палочек                                                 | Очки за одну палочку | Кол-во палочек вида |
| ------------------- | ------------- | ----------------------------------------------------------- | -------------------- | ------------------- |
| Микадо (император)  | грецкий орех  | палочка полностью синего цвета                              | 20 очков             | 1                   |
| Мандарин (чиновник) | вишня         | 4 жёлтых/чёрных кольца (широкие в середине, узкие у концов) | 10 очков             | 5                   |
| Бон-цен (священник) | дуб           | 5 оранжевых колец                                           | 5 очков              | 5                   |
| Самурай (воин)      | бук           | 3 зелёных кольца                                            | 3 очка               | 15                  |
| Кули (рабочий)      | ясень         | 2 красных кольца                                            | 2 очка               | 15                  |

Этот вариант отличается от предыдущего окраской палочек, различными породами древесины для разных видов палочек и тем, что использовать в качестве рычага можно, кроме палочки микадо, ещё и палочку мандарин. Правила остаются теми же.

### Вариант 3
В отличие от остальных видов микадо, палочки в этом варианте покрашены целиком и имеют другую стоимость в очках. 
| Название            | Вид палочек                        | Очки за одну палочку | Кол-во палочек вида |
| ------------------- | ---------------------------------- | -------------------- | ------------------- |
| Микадо (император)  | 1 половина синяя, другая - красная | 30 очков             | 1                   |
| Мандарин (чиновник) | красная палочка                    | 20 очков             | 3                   |
| Бон-цен (священник) | синяя палочка                      | 10 очков             | 5                   |
| Самурай (воин)      | зелёная палочка                    | 5 очков              | 12                  |
| Кули (рабочий)      | жёлтая/оранжевая палочка           | 3 очка               | 20                  |

Правила игры остаются прежними, за исключением некоторых моментов: использовать в качестве инструмента для вынимания палочек можно только палочку мандарин; игра заканчивается, когда кто-либо из игроков вынул палочку микадо, при этом не взятые палочки остаются на столе.

### Вариант 4
Для этого варианта игры используется 31 палочка.
| Название            | Вид палочек        | Очки за одну палочку | Кол-во палочек вида |
| ------------------- | ------------------ | -------------------- | ------------------- |
| Микадо (император)  | 1 синее кольцо     | 20 очков             | 1                   |
| Мандарин (чиновник) | 3 жёлтых кольца    | 10 очков             | 5                   |
| Бон-цен (священник) | 2 оранжевых кольца | 5 очков              | 5                   |
| Самурай (воин)      | 3 зелёных кольца   | 3 очка               | 10                  |
| Кули (рабочий)      | 2 красных кольца   | 2 очка               | 10                  |

Правила те же, что и в варианте 2.

### Вариант 5
Для этого варианта, в отличие от всех предыдущих, используется 26 палочек; эту игру ещё называют «Большое Микадо», так как палочки могут достигать в длину 93 см.
| Название            | Вид палочек                                                | Очки за одну палочку | Кол-во палочек вида |
| ------------------- | ---------------------------------------------------------- | -------------------- | ------------------- |
| Микадо (император)  | палочка полностью синего цвета                             | 50 очков             | 1                   |
| Мандарин (чиновник) | 4 жёлтых/чёрных колец (широкие в середине, узкие у концов) | 10 очков             | 5                   |
| Самурай (воин)      | 3 зелёных кольца                                           | 5 очков              | 10                  |
| Кули (рабочий)      | 2 красных кольца                                           | 5 очков              | 10                  |

Правила те же, что и в варианте 2.